# Distribution de films
Pour les articles homonymes, voir Distribution.
La distribution de films ou édition de films est une étape de la filière cinématographique, en aval de la production (conception et réalisation de films) et en amont de l'exploitation cinématographique (diffusion du film dans les salles de cinéma). Les entreprises de cette étape intermédiaire sont appelées distributeurs ou éditeurs. Par extension, on appelle aussi distributeurs les dirigeants de ces structures.

## Définition
En tant qu'individu, le distributeur est d'abord et avant tout, celui qui cherche puis choisit les (nouveaux) films qui seront montrés sur son territoire. Il en estime le potentiel artistique et commercial. Son influence culturelle sur son territoire est donc décisive. Dans le même temps, chacun de ces choix recèle une part de risque pour le distributeur, en tant qu'entreprise. Cette prise de risque est renforcée pour les distributeurs prenant en charge la distribution de films en langue étrangère. Les structures de distribution sont ainsi parmi les plus précaires de la filière cinématographique, remettant en jeu leur indépendance et leur pérennité à chaque lancement de film.
Le distributeur est confronté à l'importante masse des films produits chaque année (près de 4 600 longs-métrages en 2006). Pour choisir, il repose d'abord sur son propre réseau de producteurs et de réalisateurs dont il a déjà pu apprécier le travail. Il est également épaulé par les festivals de films et les vendeurs internationaux. Les premiers comme les seconds ont pour mission de découvrir et valoriser les nouveaux talents. Les premiers les récompensent par des prix, les seconds vendent les plus porteurs.
Alors que durant la seconde moitié du XXe siècle, les festivals de films jouaient le rôle de tête chercheuse de la filière cinématographique, les distributeurs les ont peu à peu remplacés dans ce rôle. Depuis le début du XXIe siècle, les droits de la plupart des films sélectionnés au Festival de Cannes sont ainsi achetés par les distributeurs avant même le début de la manifestation.
Le métier de distributeur se décompose en trois dominantes inséparables :
- financière : achat de droit, duplication de copies ;
- promotionnelle : choix de la date de sortie d'un film, établissement de plan-média et de partenariats, opérations de relation-presse, fourniture des films annonce aux exploitants de salles, organisation d’événements en salle avec les équipes du film ;
- programmation : négociation avec les salles de cinéma : exploitants ou programmateurs de réseaux d'exploitants.

### Territoires et gestion de droits audiovisuels
Le distributeur d'un film est détenteur des droits sur celui-ci pendant un certain temps (3 à 15 ans), pour un territoire donné (un pays ou une région délimitée sur le plan linguistique) et pour un médium (cinéma, télévision, VOD, SVOD).

#### Territoires
Par territoire, on entendra le plus souvent un pays. Certains territoires cependant sont définis par des frontières linguistiques, et ce, pour des raisons d'économie d'échelle, le doublage ou le sous-titrage d'un film coûtant cher. Mieux vaut donc faire partager ce coût sur l'ensemble de la zone linguistique : 
- On compte quatre territoires pour l'Amérique du Nord : États-Unis, Canada anglophone, Canada français, Mexique.
- En Europe, les frontières de territoires sont plus fluctuants. Coexistent ainsi les territoires : Europe francophone d'une part et Communauté française de Belgique et France d'autre part ; Europe germanophone et Allemagne, Autriche et Suisse alémanique, ou encore CEI (sauf pays baltes) et Russie et Ukraine distinctes.
- En Asie, Hong Kong est un territoire indépendant sur le plan cinématographique de la Chine continentale, etc.

#### Gestion de droits audiovisuels
L'« ayant droit ultime » d'un film est très souvent son producteur. C'est lui qui confie à un distributeur actif sur un territoire, un certain nombre de droits relatifs à celui-ci. On dit alors que le distributeur est mandataire de ces droits : c'est au nom du producteur qu'il exige rétribution de l'exploitant (une part des recettes salle) ou de l'éditeur vidéo (un pourcentage sur les ventes vidéo par exemple).
Les droits sont non seulement limités dans l'espace, mais aussi dans le temps. Ce temps varie le plus souvent entre 3 et 15 ans.
L'accord avec l'ayant droit (producteur ou vendeur international de film) précise également la qualité des droits confiés en mandat au distributeur. De fait, parallèlement à l'activité de distribution proprement dite, une majorité des distributeurs prennent également en charge la gestion des droits des films qu'ils distribuent. Ces droits concernent au minimum, l'exploitation en salle sur copie film ou en public-video (supports numérique). Peuvent également s'ajouter (en particulier pour les films étrangers) les droits d'édition vidéo (location et vente), de diffusion sur chaîne de télévision cryptée et/ou en clair, de diffusion en VOD, de diffusion sur Internet, etc. Le contrat peut préciser des durées d'exploitation différentes selon les droits concédés. L'utilisation de ces droits obéit dans certains pays à la règle de la chronologie des médias.
Les distributeurs spécialisés en films étrangers prennent généralement en charge la totalité des droits sur un film (distribution en salle, édition vidéo et diffusion à la télévision).
Certains distributeurs proposent aux producteurs, de prendre en charge la « vente internationale » du film. Cette activité spécifique a deux objectifs : faire connaître et reconnaître le film et la vente de celui-ci aux distributeurs étrangers. Le vendeur international est donc notamment en relation avec les festivals de cinéma (« faire connaître ») et les distributeurs étrangers (« vendre »). On pourrait citer par exemple Les Films du Losange, à la fois distributeur en France et vendeur international.

### Position dans la filière cinématographique
La filière cinématographique, dont la distribution fait partie, est elle-même prolongée et intégrée économiquement à la filière audiovisuelle. En aval de l'exploitation, on trouvera donc le métier d'éditeur vidéo (édition de VHS, DVD, Blu-ray..., puis location ou vente de ces supports vidéo), avec laquelle le métier de distributeur ne doit pas être confondu.

## Opérateurs du secteur de la distribution

### Typologie des distributeurs

#### En France

##### Présentation générale
Plusieurs typologies permettent de décomposer le secteur de la distribution française. Certains distributeurs se spécialisent ainsi sur les films d'une certaine origine géographique (les films américains pour Metropolitan Filmexport, les films asiatiques ou d'Europe centrale pour CTV International, etc.), d'autres enfin se spécialisent sur un genre de films particulier (Eurozoom et le documentaire par exemple) tandis que d'autres se spécialisent sur un type de films (art et essai pour les distributeurs indépendants, blockbusters pour les filiales françaises des majors).
Au-delà de ces spécialisations à la fois artistiques, changeantes et difficilement généralisables, on peut aussi départager les distributeurs selon leur modèle économique et leur pouvoir financier. Avec l'inflation des coûts liés à la sortie d'un film (forte hausse du nombre des copies dupliquées et promotion notamment), ce dernier critère illustre bien souvent la dépendance économique des distributeurs vis-à-vis des grands opérateurs du secteur audiovisuel. On distingue notamment : 
- les distributeurs affiliés à une major (Warner Bros Discovery France, Walt Disney Company France, Universal Pictures France, Sony Pictures France, Paramount Pictures France) ;
- les distributeurs adossés à une chaîne de télévision (SND pour M6, Studiocanal pour Canal +) ou à un circuit de salles de cinéma (Pathé Films pour Les cinémas Pathé, Apollo Films pour CGR, UGC Distribution pour les cinémas UGC) ;
- les distributeurs indépendants (Metropolitan Filmexport, Bac Films, Diaphana, Memento Films, Zinc, Ad Vitam, Wild Bunch, Pyramide Films). La situation, fragile, de ces distributeurs indépendants les a incités à se rassembler en syndicats (cf. infra) pour mieux défendre leurs intérêts (et indirectement, la diversité culturelle) ;
- les distributeurs de film de patrimoine (Acacias Films, Action Cinémas, Carlotta Films, Mission Distribution, Solaris Distribution). Avec des coûts de tirage de copie réduits au minimum (mais des frais de restauration importants), le modèle économique des distributeurs de film de patrimoine est assez distinct de celui des autres distributeurs. La grande majorité des distributeurs de film de patrimoine sont des distributeurs indépendants.

Les distributeurs français sont représentés, selon les cas, par la Fédération nationale des éditeurs de films (FNEF), par le Syndicat des Distributeurs Indépendants (SDI) ou par le syndicat DIRE (Distributeurs Indépendants Réunis Européens).

##### Distribution indépendante
La distribution indépendante rassemble les distributeurs indépendants d'un groupe audiovisuel, industriel ou financier. Le Syndicat des distributeurs indépendants précise qu'un distributeur est indépendant s'il n'est pas filiale d'une autre structure industrielle ou financière et s'il ne fait pas partie d'un groupe (que celui-ci soit spécialisé en exploitation cinématographique, en télédiffusion, en télécommunication et s'il n'est pas lié à un distributeur non européen). Cette indépendance est un élément distinctif de l'identité de ces structures, car selon elles, elle seule autorise une véritable liberté éditoriale. Dans le sens où ces distributeurs restent cependant dépendants des relations qu'ils entretiennent avec les exploitants, cette notion d'indépendance reste relative.
L'ensemble des distributeurs indépendants regroupe des expériences et des moyens hétérogènes. On distingue notamment :
- les « distributeurs indépendants de taille moyenne »[5], capable de rivaliser avec les distributeurs intégrés aux chaînes de télévision ou aux majors ;
- les petits indépendants, spécialisés sur des niches (films étrangers difficile, etc.), nécessitant un travail en réseau plus poussé.

Les « distributeurs indépendants de taille moyenne » ont été successivement représentés par le « Club des Cinq », (fondé en 2000 et réunissant Diaphana, Haut et Court, Les Films du losange, Pyramide Distribution, Rezo Films), puis par les Distributeurs Indépendants Réunis Européens (fondé en 2005). Parmi eux, on compte les cinq membres de l'ancien « Club des Cinq » complétés par BAC Films, Wild Bunch Distribution, Le Pacte distribution, Ad Vitam et Memento films.
Les petits indépendants sont représentés par le Syndicat des distributeurs indépendants, fondé en 1991. Il rassemble les distributeurs suivants : Acacias Films, Acte Films, Albany Films Distribution, Bodega Films, Capricci Films, Carlotta Films, Chrysalis Films, KMBO, Art'mell, Contre-Allée Distribution, Documentaire Sur Grand Écran, Cinéma Public Films, Heliotrope Films, Les Films de l'Atalante, Équation Distribution, Gebeka Films, Les Films du Préau, La Géode, Jour2Fête, La Médiathèque des 3 Mondes, Shellac, Solaris Distribution, Les Films du Whippet, Tadrart films, Acte Films, Théâtre du Temple.
- La distribution indépendante : les R&D de la filière

Le renouvellement et la diversification de la programmation des cinémas français est en grande partie l'œuvre des distributeurs indépendants. De fait, la majorité des réalisateurs et films issus des cinématographies autres que françaises ou hollywoodiennes sont découverts, puis diffusés par les distributeurs indépendants. Ces derniers ont donc joué un rôle essentiel dans la reconnaissance, par exemple, du cinéma iranien ou des différentes cinématographies asiatiques.
Dans un sens, les fonctions de « recherche et développement » de la filière cinématographique sont donc assumées par la distribution indépendante. Ceci implique une prise de risque plus importante que les distributeurs intégrés (à un groupe audiovisuel).
Par ailleurs, le réalisateur découvert par un distributeur indépendant, gagnant en notoriété et devenant une valeur sûre, ses films seront alors progressivement distribués par un distributeur intégré. Ainsi, Hayao Miyazaki a d'abord été distribué par Gebeka Films (Mon voisin Totoro, 1999), avant d'être associé à GBVI / Walt Disney Studios Motion Pictures France (tous les films du réalisateur depuis Princesse Mononoké, 2000). De la sorte, les distributeurs indépendants peinent à conserver le bénéfice de leur travail de défrichage.
- Importance des distributeurs indépendants en France

La grande diversité de programmation dont bénéficie les spectateurs français est à mettre au crédit des distributeurs indépendants. Ainsi, en 2007 on note que : 
- - 87 % des films relevant des cinématographies extra européennes et hors États-Unis ont été distribués par des sociétés indépendantes (et 94 % pour les films relevant des « cinématographies peu diffusées) ;
  - 79 % des films européens n’ayant pas la nationalité française (c'est-à-dire hors films nationaux et coproductions) ont été présentés au public par des sociétés indépendantes ;
  - 97 % des films du patrimoine distribués en salle sont le fait des sociétés indépendantes, dont l’action est essentielle pour permettre aux jeunes générations d’accéder à la mémoire du cinéma et de mieux appréhender la richesse de la création cinématographique contemporaine.

#### En Ukraine
Le marché audiovisuel ukrainien reste largement dépendant de la politique d'acquisition des distributeurs moscovites. En effet, les distributeurs ukrainiens sont liés par des accords exclusifs avec les distributeurs russes. À leur tour, ces derniers sont liés par des accords exclusifs avec les majors américaines. Ce mécanisme influe significativement sur le genre et la variété des films distribués sur le marché ukrainien. Par exemple, l'important distributeur ukrainien Cinergia est le distributeur exclusif des films produits par la major Warner Bros. Pictures, et par les filiales New Line Cinema (Time Warner) et Miramax Films (Walt Disney Company).
Depuis 2004 parallèlement à ces accords d'exclusivité, les distributeurs ukrainiens mènent une politique d'achat directe, notamment auprès d'opérateurs européens tels que les majors EuropaCorp et StudioCanal et les vendeurs internationaux Gaumont, Pathé Distribution, TF1 International, Wild Bunch, etc.
Le distributeur indépendant le plus significatif, ArtHouse Traffic s'attache depuis 2003 à faire connaître le cinéma indépendant international. La structure, dirigée par Dennis Ivanov, s'est également lancée en 2007 dans la production de longs-métrages.
En 2008, souhaitant aider les distributeurs ukrainiens à s'émanciper de la tutelle russe, le gouvernement de Viktor Iouchtchenko a mis en place une loi imposant à tous les films distribués dans les salles ukrainiennes d'être doublés ou sous-titrés en ukrainien. Plusieurs effets secondaires résultant de cette politique, la loi est largement controversée.

### Autres opérateurs
- Les festivals de films
- Les mécanismes de soutien (Centre national de la cinématographie)
- ACID (Agence pour le cinéma indépendant et sa diffusion), Agence pour le développement régional du cinéma (ADRC), classification des films (recherche, Art et Essai, etc.)

## Approche statistique

### Nombre de distributeurs par pays
Tableau présentant les pays avec les plus grands nombres de distributeurs en activité (en 2005).
| Pays            | Nombre de distributeurs en 2005 |
| --------------- | ------------------------------- |
| France          | 108                             |
| Taïwan          | 75                              |
| Royaume-Uni     | 62                              |
| Corée du Sud    | 61                              |
| Allemagne       | 55                              |
| Espagne         | 50                              |
| Chine           | 50                              |
| Suisse          | 46                              |
| Tchécoslovaquie | 46                              |
| Hong Kong       | 40                              |
| Canada          | 38                              |
| Philippines     | 36                              |

Remarques :
- La série statistique ne comprend aucune donnée concernant les distributeurs des États-Unis.
- Le nombre moyen de distributeurs parmi les 51 pays et territoires étudiés s'élève à 27.

Sources : (en) World Film Production/Distribution profile, rapport publié en 2006 par le FAFO (ACHVERBAND DER AUDIOVISIONS- UND FILMINDUSTRIE ÖSTERREICHS), Autorité autrichienne de l'industrie audiovisuelle et cinématographique.

### Nombre de films distribués par territoire
Remarques préliminaires :
- Seules les sorties en exclusivité sont décomptées dans ce tableau. Les ressorties de films de patrimoine, significatives dans certains pays comme la France ne sont pas incluses.
- Il convient de noter par ailleurs que ce tableau ne comprend que les sorties en salle de cinéma. La production de Nollywood (Nigeria) s'élevant à près de 1000 films par an, sortant directement en vidéo est donc négligée.
- En moyenne, 294 films sont sortis en exclusivité dans les 40 pays suivis par le World Film Production/Distribution profile.

| Pays                                | Nombre de sorties en 2005 | Nombre de sorties en 2007 |
| ----------------------------------- | ------------------------- | ------------------------- |
| Autriche                            | 304                       |                           |
| Belgique                            | 700                       |                           |
| France                              | 550                       | 573                       |
| Allemagne                           | 447                       |                           |
| Italie                              | 392                       |                           |
| Espagne                             | 569                       |                           |
| Royaume-Uni                         | 467                       | 518                       |
| Suisse                              | 466                       |                           |
| Canada (région francophone incluse) | 433                       | 629                       |
| Québec                              |                           | 393                       |
| États-Unis                          | 535                       | 590                       |
| Japon                               | 731                       | 810                       |
| Australie                           | 329                       | 388                       |
| Inde                                | 326                       |                           |
| Mexique                             |                           | 361                       |
| Taïwan                              |                           | 404                       |
| Malaisie                            |                           | 328                       |
| Corée du Sud                        | 298                       | 392                       |

Sources : 
- Focus, Tendances du marché mondial du film (Publié chaque année lors du Festival de Cannes, par l'Observatoire européen de l'audiovisuel)
- (en) World Film Production/Distribution profile, rapport publié en 2006 par le FAFO (ACHVERBAND DER AUDIOVISIONS- UND FILMINDUSTRIE ÖSTERREICHS), Autorité autrichienne de l'industrie audiovisuelle et cinématographique.

### Part de marché nationale par pays
Ce tableau présente les parts de marché détenues par les productions locales sur leur marché national.
| Pays         | Part de marché en 2005 (pourcentage) |
| ------------ | ------------------------------------ |
| Inde         | 92,2                                 |
| États-Unis   | 93,4                                 |
| Chine        | 60                                   |
| Corée du Sud | 57                                   |
| Turquie      | 41,4                                 |
| France       | 37,7                                 |
| Thaïlande    | 35                                   |
| Royaume-Uni  | 34                                   |
| Hong Kong    | 31,4                                 |
| Danemark     | 30,1                                 |
| Russie       | 29,6                                 |

Remarques :
- Le premier palier est occupé par deux pays rétifs à la production internationale : États-Unis et Inde.
- Le second palier est occupé par les pays mettant en œuvre des politiques de quota : Chine et Corée du Sud.
- La Turquie occupe une place à part, en partie explicable par un nationalisme persistant.
- Le Royaume-Uni se glisse dans cette série, grâce à un certain nombre de coproductions avec les majors américaines.
- La part de marché nationale s'établit à 18,4 % sur les 48 pays mesurés par l'étude.
- La part du cinéma tchèque dans les salles de la République tchèque qui s'élevait déjà à 24,4 % en 2005 est depuis 2006, la deuxième plus importante d'Europe après celle de la France. Pour le premier semestre 2008, cette part atteignait 42 %[19].

Sources : (en) World Film Production/Distribution profile, rapport publié en 2006 par le FAFO (ACHVERBAND DER AUDIOVISIONS- UND FILMINDUSTRIE ÖSTERREICHS), Autorité autrichienne de l'industrie audiovisuelle et cinématographique.

## Cinéma numérique
En 2000, a lieu la première projection publique de cinéma numérique d'Europe, par Philippe Binant, en France. La projection cinéma numérique permet de baisser les coûts du distributeur : la fabrication d'une copie 35 mm d'un long métrage coûte entre 1 000 à 2 000 euros (selon le métrage), contre 100 à 200 euros pour la distribution sous format numérique. Un disque dur est directement réutilisable et demeure le support le plus sûr pour les transferts.

### Interviews
- Entretien avec Jean-Max Causse, distributeur, paru le mardi 26 février 2008 sur Cinecri.
- Entretien avec Vincent Paul-Boncour, directeur de Carlotta Films, réalisé par Jeff Costello et paru sur le site DVDclassik.com.